# 홍장북로
홍장북로 (Hongjangbuk-ro)는 충청남도 홍성군 홍동면 송풍사거리에서 홍성군 홍성읍 마구형사거리를 잇는 56.7km 도로이다.

## 주요 경유지
충청남도
- 홍성군 (홍동면 - 홍성읍)

## 노선
전 구간이 지방도 제609호선에 속하기 때문에 이에 따른 표시는 하지 않음.
| 이름            | 접속 노선                  | 소재지          | 소재지          | 비고            |
| 홍장남로와 직결 | 홍장남로와 직결            | 홍장남로와 직결 | 홍장남로와 직결 | 홍장남로와 직결 |
| --------------- | -------------------------- | --------------- | --------------- | --------------- |
| 송풍사거리      | 광금남로                   | 홍성군          | 홍동면          |                 |
| 종현교          |                            | 홍성군          | 홍성읍          |                 |
| 종현교          |                            | 홍성군          | 홍성읍          |                 |
| 왕등고개        |                            | 홍성군          | 홍성읍          |                 |
| 영암 교차로     | 국도 제21호선 (남부순환로) | 홍성군          | 홍성읍          |                 |
| 주공사거리      | 문화로80번길               | 홍성군          | 홍성읍          |                 |
| 홍남삼거리      | 문화로72번길               | 홍성군          | 홍성읍          |                 |
| 마구형사거리    | 충절로                     | 홍성군          | 홍성읍          |                 |
| 의사로와 직결   |                            |                 |                 |                 |

## 주요 건물 및 시설
- CU 홍성홍동점 (홍장북로 5/운월리 313-3)
- NH농협 홍동농협 본점 (홍장북로 7/운월리 313-1)
- NH농협 홍동농협 하나로마트 (홍장북로 7/운월리 313-1)
- GS칼텍스 성동주유소 (홍장북로 14/운월리 696)
- 순복음홍성교회 (홍장북로 181/송월리 272-13)
- 애니카랜드 홍성점 (홍장북로 398/고암리 675-2)
- 이마트에브리데이 (홍장북로 416/남장리 75-4)
- 양문침례교회 (홍장북로 461/오관리 346-10)
- 백운카센터 (홍장북로 464/고암리 652-7)